# Episodios nacionales
Episodios nacionales (Nationale Episoden) sind eine vielbändige Reihe großteils historischer Romane des spanischen Autors Benito Pérez Galdós (1843–1920), worin die Gesellschaft und die politische Geschichte Spaniens im 19. Jahrhundert beschrieben werden.

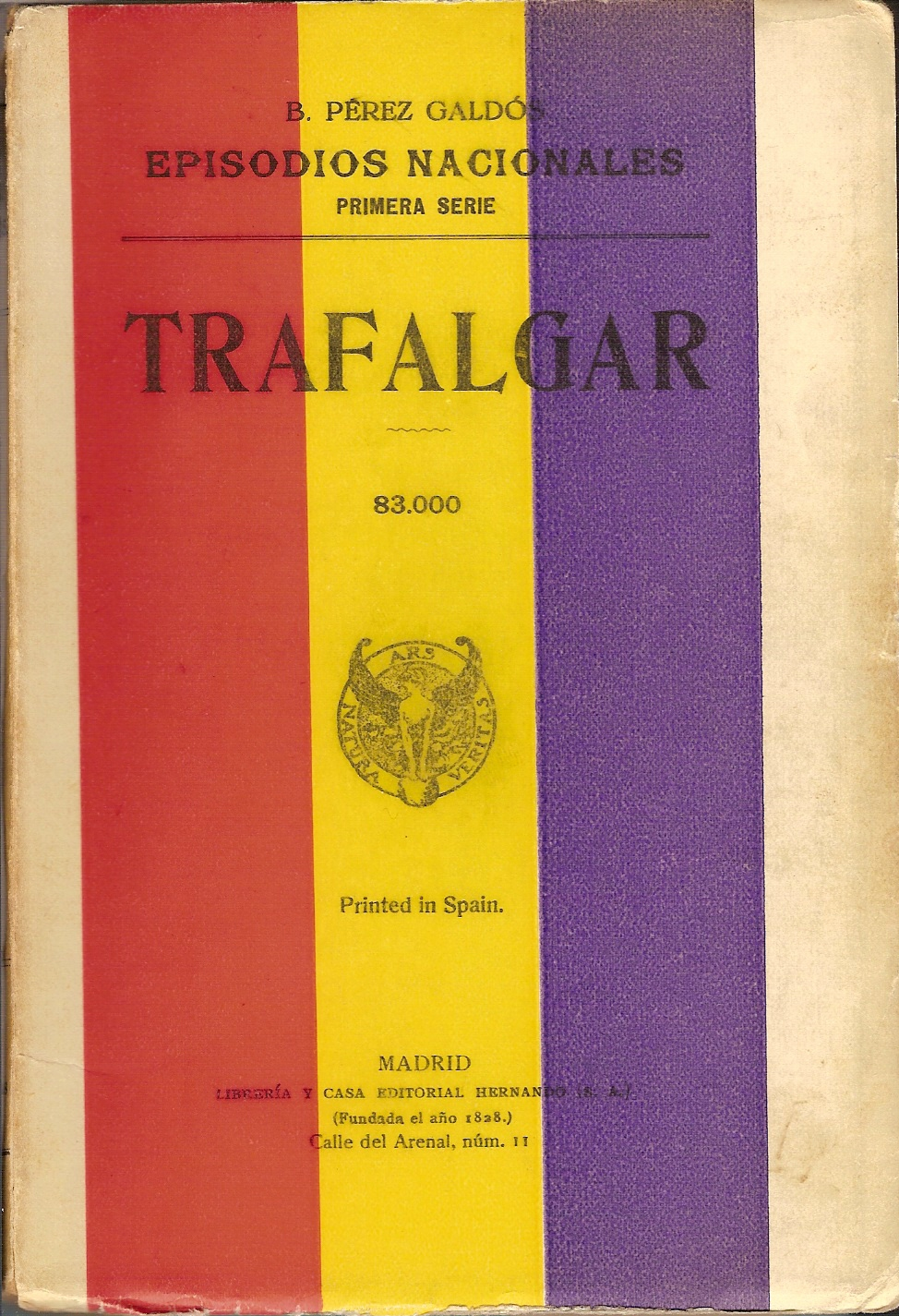
Cover von Trafalgar (Ausgabe Hernando, Madrid, 1934), dem ersten Band der Ersten Serie (in den Farben der Flagge der Zweiten Spanischen Republik (1931 bis 1939))

Die sechsundvierzig Bände der unvollendet gebliebenen Episodios nacionales erschienen in den Jahren 1873–1912. Das Ganze besteht aus fünf Serien: vier Zyklen aus jeweils zehn Romanen und einem unvollendeten fünften aus nur sechs Büchern. Sie beginnen mit der Schlacht von Trafalgar und enden 1874, dem Jahr des Sturzes der Liberalen und der Ersten Spanischen Republik. Der Autor gilt mit seinem mehr als hundert Titel umfassenden Gesamtwerk als Begründer des modernen spanischen Romans, einige sehen ihn gleich auf dem nächsten Rang nach Cervantes. Er ist bis heute in Spanien beliebt und gilt als spanischer Dickens, Balzac bzw. Tolstoi.
Das Leitmotiv des Zyklus war die Liebe zum Vaterland. Jede Romanreihe ist einer bestimmten historischen Periode gewidmet und hat einen eigenen Helden. Der wahre Held, der alle "nationalen Episoden" vereint, ist jedoch das spanische Volk. Die Episodios nacionales wurden nicht nur zur künstlerischen Chronik des politischen und sozialen Lebens Spaniens im 19. Jahrhundert, sondern drückten auch die Sichtweise des Autors über die bestehende soziale Struktur aus.
Die Werke wurden vielfach verfilmt und übersetzt.

## Übersicht

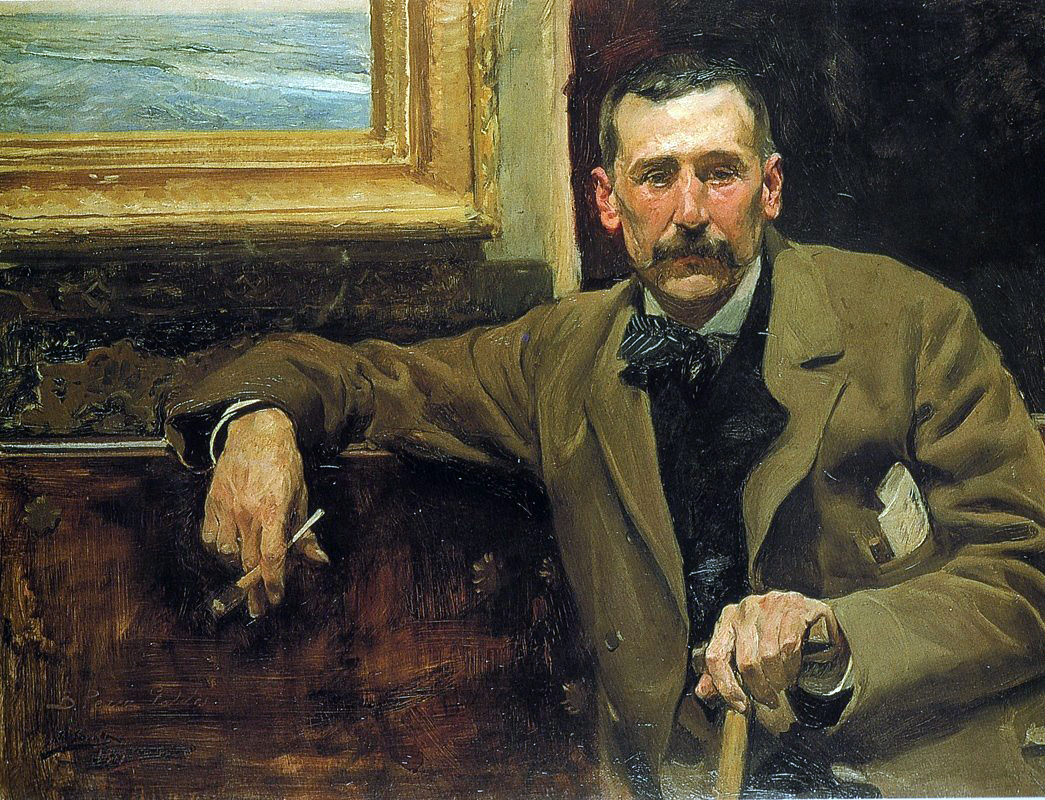
Pérez Galdós im Alter von 51 Jahren (Gemälde von Joaquín Sorolla)

Verlinkungen in der deutschen Übersetzung der Titel erfolgen in der Regel auf Personen bzw. historische Ereignisse, nicht auf die Werke. Die Jahreszahlen in den Überschriften der verschiedenen Reihen beziehen sich auf das Publikationsdatum.

### Erste Serie (1873–1875)
Der Protagonist dieser ersten Reihe, Gabriel Araceli, ist Teilnehmer und Veteran des Krieges mit Napoleon. Er erzählt seine Lebensgeschichte im hohen Alter.
- Trafalgar.[3] (Trafalgar)

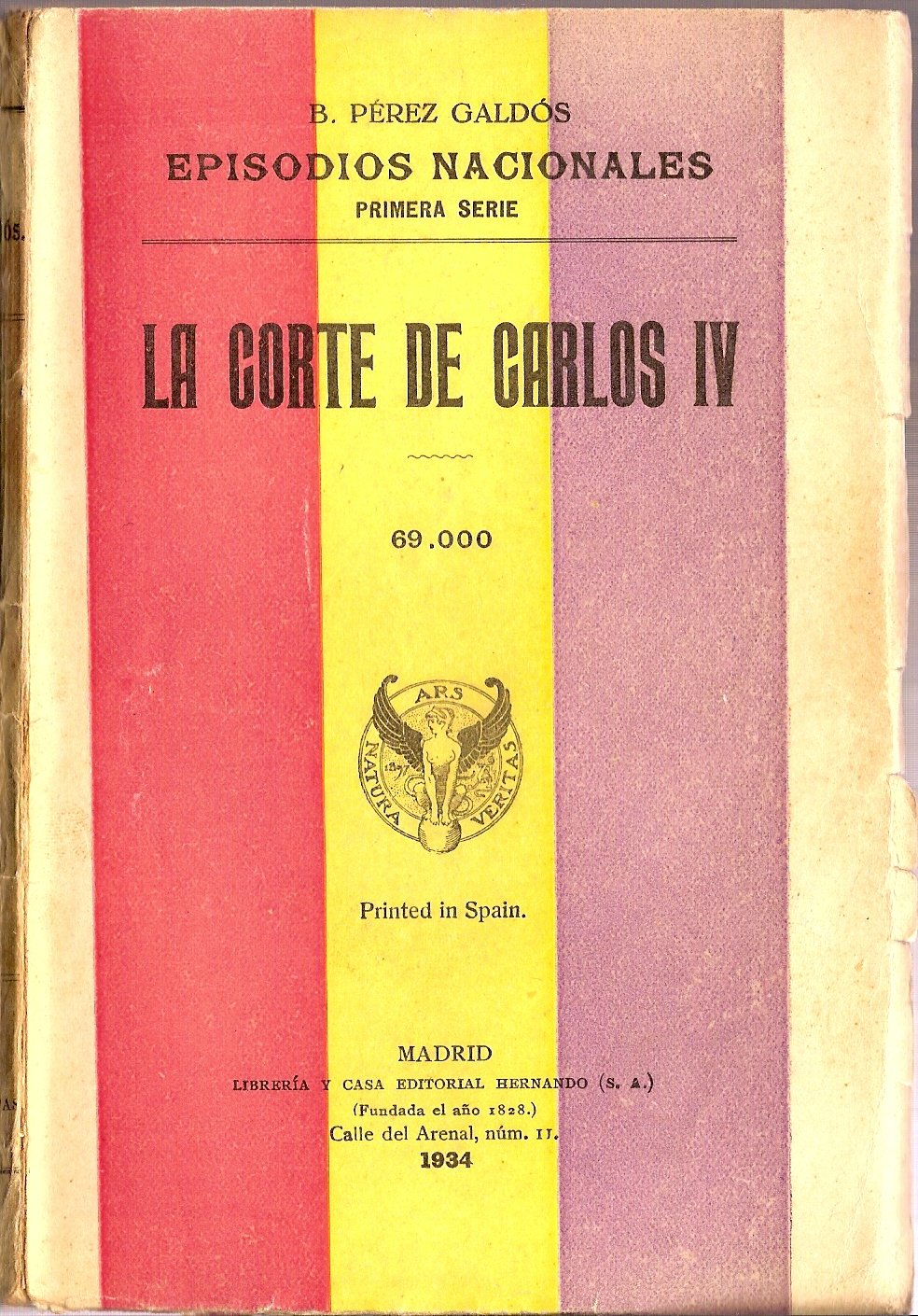
Cover von Der Hof Karls IV. (Ausgabe Hernando, Madrid, 1934), dem zweiten Band der Ersten Serie

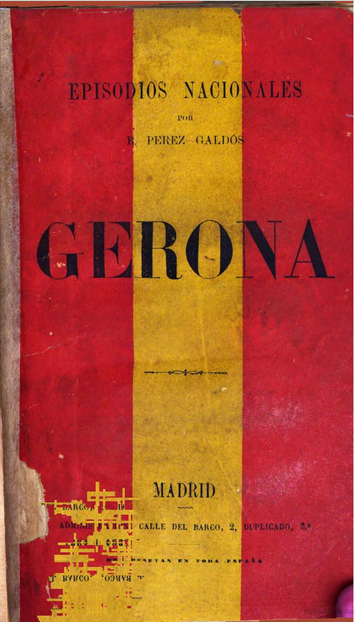
Cover von Girona (Ausgabe 1874, in den Farben der Flagge der Ersten Spanischen Republik (1873–1874))

- La Corte de Carlos IV. (Der Hof Karls IV.)
- El 19 de Marzo y el 2 de Mayo. (19. März und 2. Mai)
- Bailén. (Bailén)
- Napoleón en Chamartín. (Napoleon in Chamartín)
- Zaragoza. (Saragossa)
- Gerona. (Gerona)
- Cádiz. (Cádiz)
- Juan Martín El Empecinado. (Juan Martín El Empecinado)
- La Batalla de los Arapiles. (Die Schlacht bei Salamanca)

### Zweite Serie (1875–1879)
Die zweite Serie zeigt den Kampf zwischen der in Spanien wiederhergestellten Monarchie und ihren Gegnern. Sie beginnt mit einer Beschreibung der Evakuierung französischer Truppen aus Spanien und erzählt von den Ereignissen vor dem Beginn des Carlistenkrieges.
- El equipaje del Rey José. (Die Equipage von König Joseph)
- Memorias de un cortesano de 1815.
- La Segunda Casaca.
- El Grande Oriente.
- 7 de Julio. (7. Juli)
- Los Cien Mil Hijos de San Luis. (Hunderttausend Söhne des heiligen Ludwig)
- El Terror de 1824. (Der Terror von 1824)
- Un voluntario realista. (Ein realistischer Freiwilliger)
- Los Apostólicos.
- Un faccioso más y algunos frailes menos.

### Dritte Serie (1898–1900)
Die dritte Serie zeigt das von einem Bürgerkrieg zwischen den Carlisten und der Zentralregierung geplagte Spanien.
- Zumalacárregui. (Zumalacárregui)
- Mendizábal. (Mendizábal)
- De Oñate a La Granja. (Von Oñati bis La Granja)
- Luchana.
- La campaña del Maestrazgo. (deutsch 1902 als Der Roman einer Nonne)
- La estafeta romántica.
- Vergara.
- Montes de Oca.
- Los Ayacuchos.
- Bodas reales.

### Vierte Serie (1902–1907)
Die vierte Serie ist der Darstellung der Regierungszeit Isabellas II. gewidmet. Der Autor weicht darin von den tatsächlichen historischen Ereignissen ab und liefert ein Gemälde der Individuen und ihrer Psychologie.
- Las tormentas del 48. (Die Stürme von 48)
- Narváez. (Narváez)
- Los duendes de la camarilla.
- La Revolución de Julio.
- O'Donnell.
- Aita Tettauen.
- Carlos VI en la Rápita.
- La vuelta al mundo en la Numancia.
- Prim.
- La de los tristes destinos.

### Fünfte Serie (1908–1912)
Die fünfte Serie widmet sich der Krise und dem Fall von Isabella II. und der anschließenden Wiederherstellung der Monarchie. Pérez Galdós selbst war bereits Zeitgenosse dieser Ereignisse und konnte sich daher auf seine eigenen Eindrücke verlassen.
- España sin Rey. (Spanien ohne König)
- España trágica. (Tragisches Spanien)
- Amadeo I. (Amadeus I.)
- La Primera República. (Die Erste Republik)
- De Cartago a Sagunto. (Von Cartagena bis Sagunt)
- Cánovas. (Cánovas)

Der letzte Roman dieser Serie, Sagasta, blieb Entwurf, weitere geplante Bände sollen Las colonias perdidas, La reina regente y Alfonso XII gewesen sein.